# Çerkezköy (district)
Çerkezköy is een Turks district in de provincie Tekirdağ en telt 131.723 inwoners (2007). Het district heeft een oppervlakte van 326,4 km².
De bevolkingsontwikkeling van het district is weergegeven in onderstaande tabel.
| 1997   | 2000   | 2007    |
| ------ | ------ | ------- |
| 64.248 | 82.685 | 131.723 |